# Bréviaire de Belleville
Le Bréviaire de Belleville est un manuscrit enluminé datant des années 1323-1326 conservé à la Bibliothèque nationale de France.

## Historique
La première mention du Brévaire remonte à 1380 et l'inventaire des meubles de Charles V où il est mentionné sous ce nom de Belleville. Il a en effet sans doute été réalisé pour Jeanne de Belleville, femme d'Olivier IV de Clisson. Celui-ci, accusé de traîtrise, est exécuté à Paris en 1343 et tous les biens de sa famille sont confisqués au profit du roi de France. Son fils, Charles VI fait cadeau de l'ouvrage à son gendre, Richard II d'Angleterre. Le successeur de celui-ci, Henri IV d'Angleterre, en fait don à Jean de Berry, probablement à la suite de la sollicitation de ce dernier. À son tour, le duc de Berry le transmet à sa nièce, Marie de France : celle-ci vient d'entrer au couvent des dominicaines de Poissy ; le manuscrit étant à l'usage des dominicains, le don était tout indiqué. Le manuscrit reste en possession du couvent jusqu'à la Révolution française, date à laquelle il est transféré à la bibliothèque nationale.

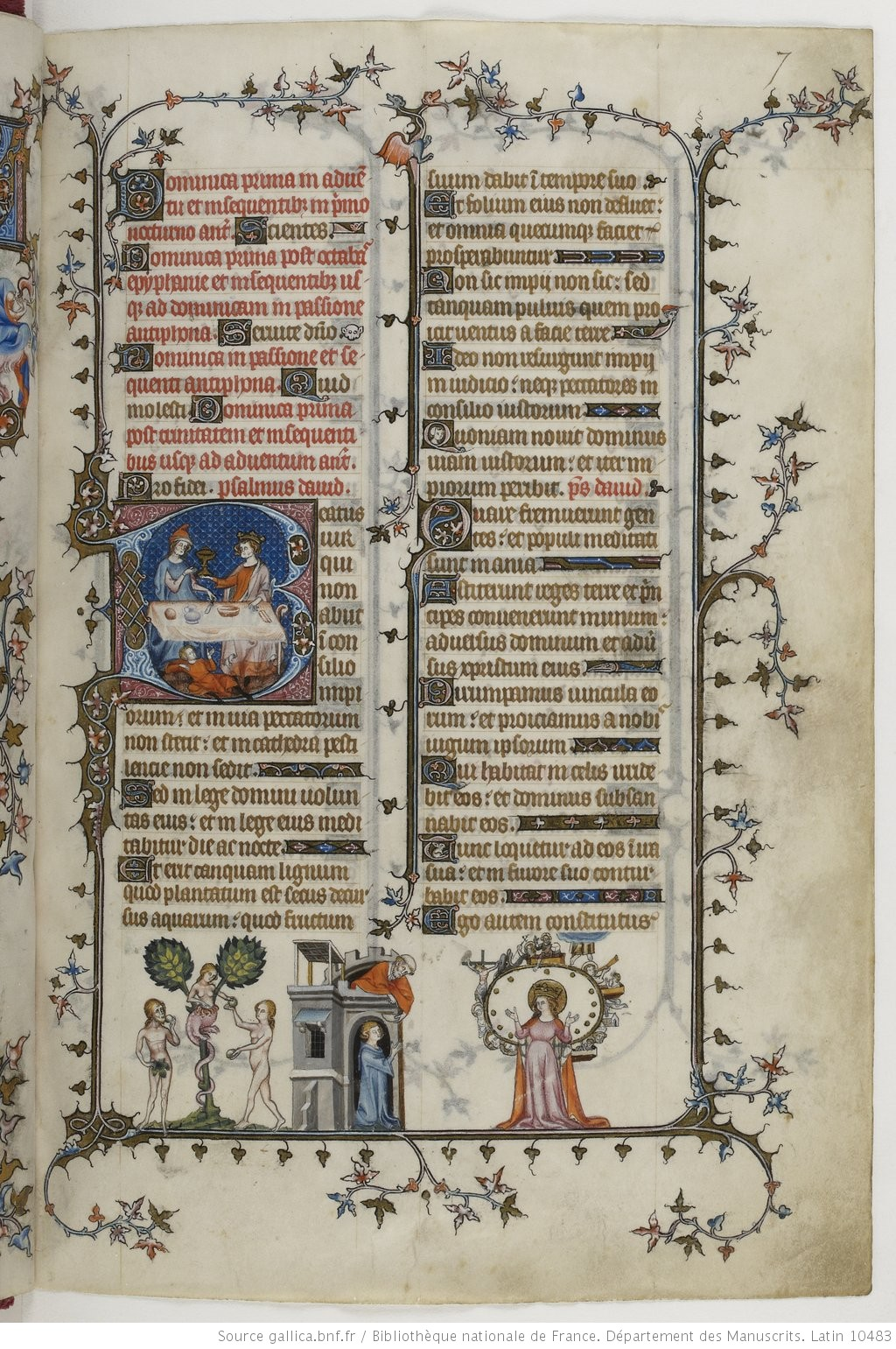
tome 1 fol7r
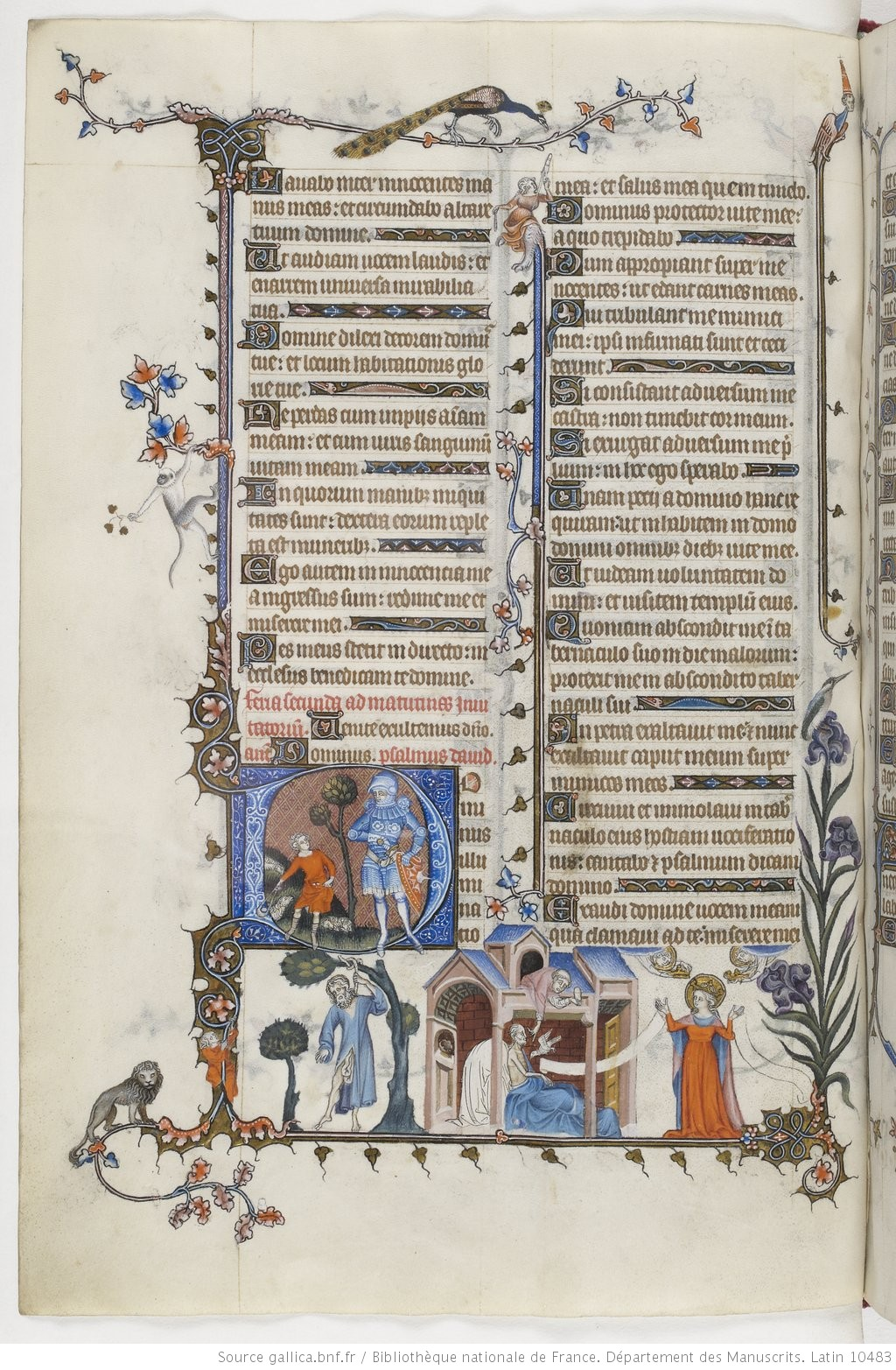
tome 1 fol17v
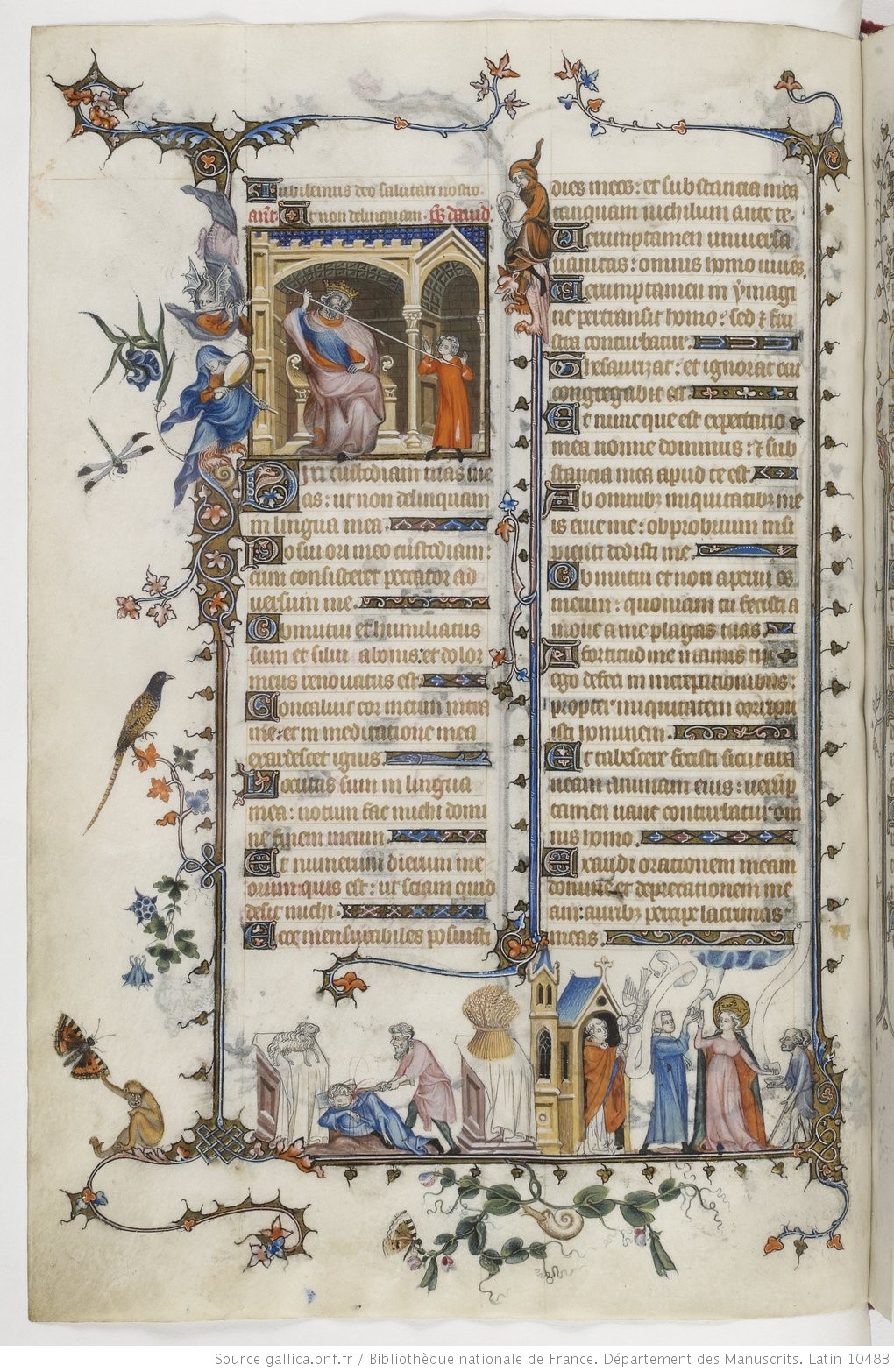
tome 1 fol24v

## Description
Ce manuscrit destiné à suivre les prières durant la célébration de la messe comprend deux volumes, l'un destiné aux prières pendant l'été (volume 1), l'autre pendant l'hiver (volume 2). Plusieurs enluminures ont disparu mais sont connues grâce aux copies réalisées dans plusieurs manuscrits au XIVe siècle. Le manuscrit contient à son début une longue « exposition des images des figures qui sont calendrier et au psautier » : une description de l'iconographie du début du livre, ce qui permet de connaître les illustrations disparues.
L'enlumineur Jean Pucelle est sans doute le maître d'œuvre de la décoration du manuscrit à laquelle ont participé de nombreux collaborateurs : plusieurs sont mentionnés dans des annotations en bas de certaines pages, indiquant le montant de leur paiement : « Mahiet. – J. Pucelle a baillé .XX. et .III. s. VI d. » (folio 33 recto), sans doute pour les bouts d'antenne, f. 62 : « Ancelot, pro .I. p[ecia] » ; f. 300 : « J. Chevrier, pro .I. p[ecia] ».

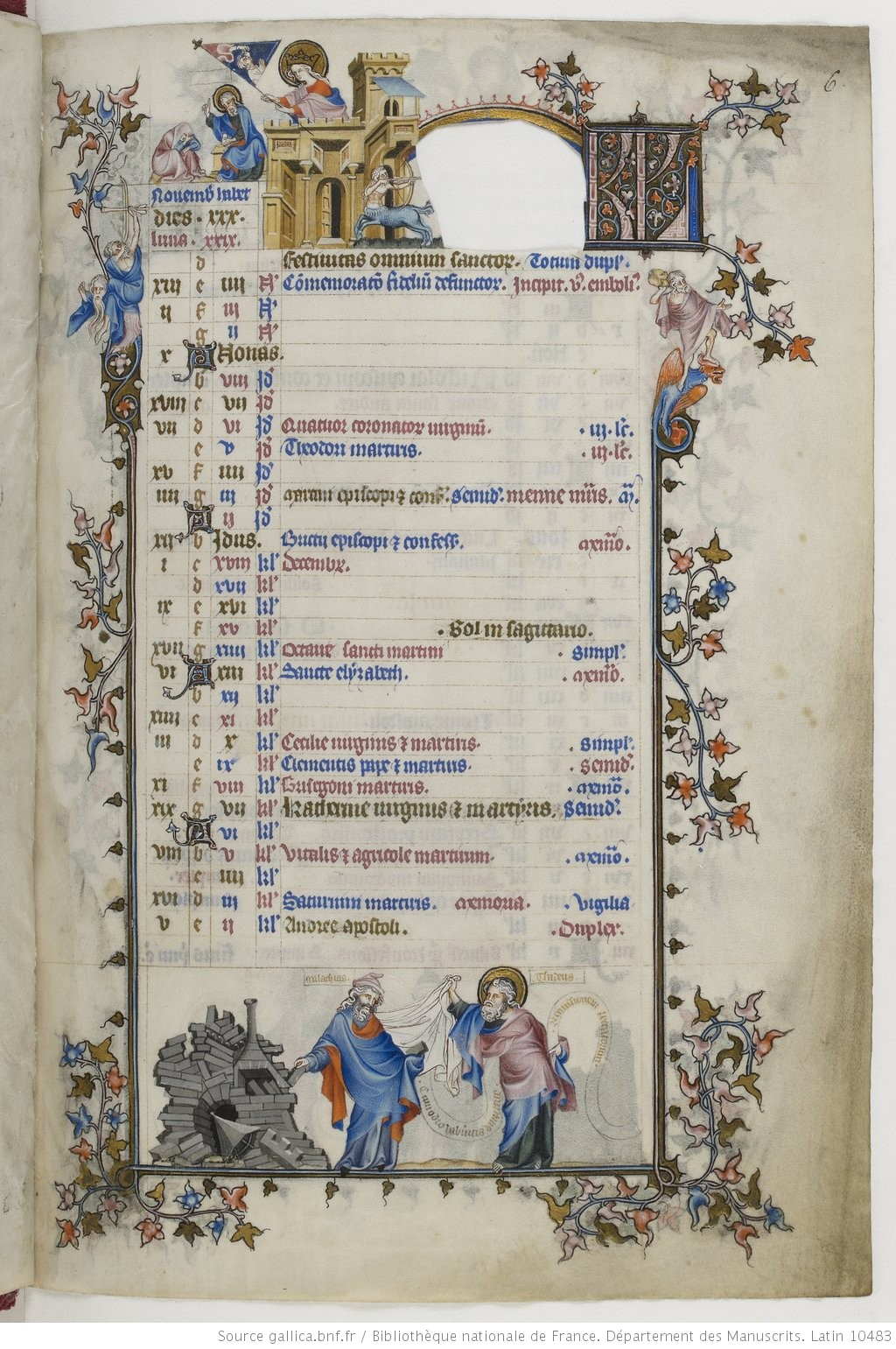
Novembre t.1 fol6r

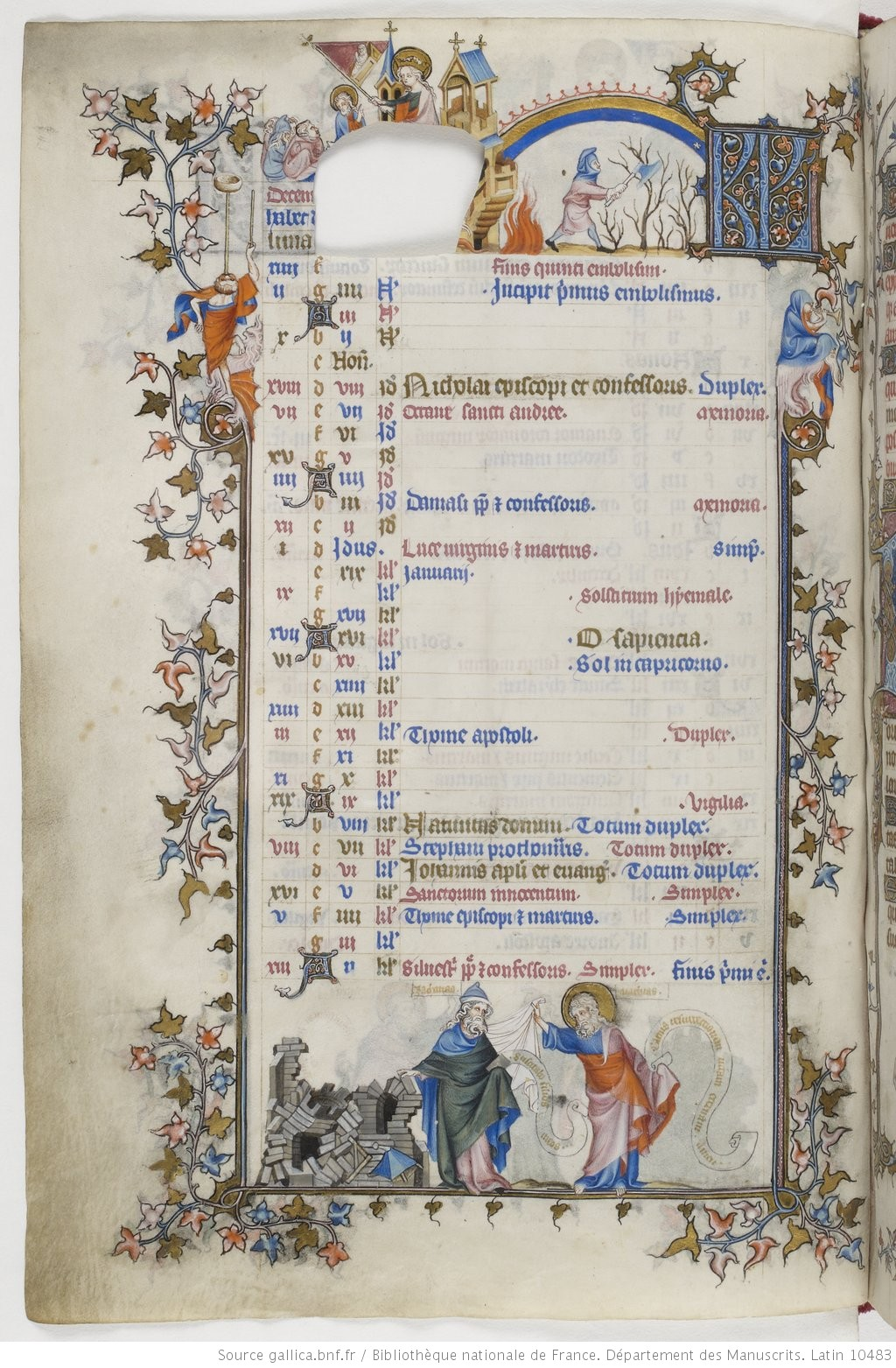
Décembre t.1 fol6v

Du calendrier du premier tome, il ne reste que les mois de novembre et de décembre. L'ensemble du cycle des enluminures représentent ici la correspondance entre l'Ancien et le Nouveau Testament. Chaque marge inférieure représente un prophète de l'Ancien et un apôtre du Nouveau : pour le mois de décembre, Zacharie et Matthieu. À chaque page, le prophète tend une prophétie que l'apôtre dévoile, la transformant en article de la foi. De même, il enlève une pierre de la synagogue présente à gauche, celle-ci finissant le cycle en décembre totalement ruinée. En haut, se trouve représentée une porte de ville symbolisant l'acte de foi, devant un château surmontée de la Vierge. En haut à droite, les lettres KL pour calendar ; sous un arc représentant le ciel (qui est effacé pour le mois de novembre mais visible pour décembre) portant une marque indiquant la position du soleil, se trouve un cycle plus classique des travaux des jours (pour le mois de décembre, un paysan abattant des arbres à la hache). Le signe du zodiaque (sagittaire) est visible pour le mois de novembre. À gauche, une petite scène montre l’apôtre Paul enseignant la foi aux peuple à ses pieds. La Vierge tient un panonceau dans lequel est inséré une image : c'est une main donnant la communion à un individu agenouillé pour novembre, et un mort se levant de son tombeau pour décembre,.
Le manuscrit a fortement influencé d'autres bréviaires, dont le Bréviaire de Charles V, peint par un élève de Jean Pucelle, Jean Le Noir. On retrouve les mêmes calendriers dans Les Petites Heures de Jean de Berry et Les Grandes Heures du duc de Berry.